# L'Ascension du Haut Mal
L'Ascension du Haut Mal est une série de bande dessinée autobiographique de David B. en six tomes éditée par L'Association (collection « Éperluette ») de 1996 à 2003. Un recueil des six tomes est édité en volume unique en 2011. Dans cette dernière édition, la préface et la postface sont assurées par la sœur de l'auteur.
David B. a entamé cette œuvre autobiographique en 1996. Il y relate son enfance auprès de son frère épileptique (le Haut Mal en vieux français), et y mêle sa vision entre fiction et réalité ainsi que ses considérations sur l'époque -les années 1970- et sur le monde d'aujourd'hui.
Dans le titre, le Haut Mal est le nom anciennement donné à l'épilepsie, maladie qui frappe le frère de David B. et que toute la famille combat désespérément, jusqu'à se retrouver à la merci de charlatans et autres gourous. Avec un langage visuel personnel, David B. réussit une œuvre cathartique qui lui a notamment valu l'Alph-Art du scénario au Festival d'Angoulême 2000.
Babel, publié à partir de 2004 chez Coconino/Vertige Graphic, en constitue une sorte d'épilogue.
Dans un hors-série intitulé 100 BD indispensables publié en 2008, les Inrockuptibles placent la série à la cinquante-cinquième place, la considérant comme « un summum de la BD autobiographique ».

## Synopsis
L’Ascension du Haut Mal, c’est l’histoire d’une famille au milieu des années 1960 dont le fils aîné, Jean-Christophe, est atteint d’épilepsie à partir de l’âge de sept ans. Il s’agit du regard que porte son petit frère, nommé « Fafou » dans un premier temps puis David, sur les conséquences que les crises d'épilepsie de Jean-Christophe entraînent sur la famille, sur la façon dont son entourage, médecins, passants, charlatans et gourous réagissent et tentent de guérir la maladie. Il s’agit de l’imaginaire sorti tout droit de David B, ainsi que des événements qui se produisent et qui participent à la construction du dessinateur tel qu’il est devenu.

## Ouvrages
1. Tome 1, 1996  (ISBN 2-909020-73-8)
2. Tome 2, 1997  (ISBN 2-909020-84-3)
3. Tome 3, 1998  (ISBN 2-84414-004-1)
4. Tome 4, 1999  (ISBN 2-84414-020-3)[5]. Prix du scénario (Festival d'Angoulême) 2000.
5. Tome 5, 2000  (ISBN 2-84414-047-5)
6. Tome 6, 2003  (ISBN 2-909020-07-X)

- Édition monovolume, 2011  (ISBN 9782844144362)

## Le cheval blême: une introduction à l’œuvre
Pour se lancer dans l'Ascension du Haut Mal, l'album Le Cheval blême a servi d'introduction. David B. montre dans un premier temps des planches où il dessine ses rêves à des artistes et amis comme Menu et Berberian qui l'encouragent à réunir ses rêves dans un livre.
Aussi, s’opposant au Cheval Blême, la dernière page du dernier tome de l’Ascension du Haut-Mal représente un cheval noir. Cette œuvre constitue la préhistoire de l’Ascension du Haut-Mal. Il s’agit du premier livre « autobiographique » de l’auteur qui y raconte sa vie nocturne. Cet album a eu un rôle déclencheur pour la suite de ses publications.

## Une œuvre autobiographique

### L’épilepsie dans les tomes
« Nous sommes solidaires de Jean-Christophe. Nous sommes malades de sa maladie. » Le titre de cette bande dessinée, L'Ascension du Haut Mal, désigne la maladie de son frère, l'épilepsie. Mais le choix du terme utilisé au Moyen-Âge donne une signification nouvelle : ce n'est pas qu'une épilepsie, c'est un fléau qui touche la famille dans sa totalité.
La maladie est dans les tomes plusieurs fois représentée sous forme d’une montagne escaladée par l’auteur : celui-ci chute régulièrement, la maladie étant représentée comme un sommet inatteignable. David B. ne se demande explicitement ce qu’il se passe pour son frère pendant une crise qu’au 5e tome, avec une véritable prise de conscience de la maladie. L’arrivée à son sommet ne se fait que dans le Tome 6, alors que son frère, Jean-Christophe, a déjà abandonné l’idée de la guérison.

### Une expérience familiale de la maladie
David B. n’épargne personne dans son récit, que ce soit lui-même, son frère, sa famille, le corps médical, les guérisseurs.. Il assimile la maladie de son frère à la Shoah, pour son côté destructif et l'acharnement à son égard. Il existe une évolution du regard de l’auteur sur la maladie qui entraîne une évolution de la manière de la représenter avec toujours une forte violence. David B. raconte trois choses dans l’Ascension du Haut Mal : la maladie de son frère, la construction de son imaginaire et la vie de famille.
Jean-Christophe n’a lui que très peu suivi le récit de son frère le concernant, celui-ci ne l'intéresse pas. Il ne reconnaît pas sa maladie dans les dessins de l’auteur. Il écrit lui-même des textes sur ce qu’il ressentait.
La mère de David B. est représentée avec un visage peu expressif, elle semble porter un masque. Il ne représente pas sa colère ou certains épisodes face à une interdiction de la mère. Néanmoins, elle reste le personnage le mieux réussi selon l’auteur, au contraire de son père. Ses parents étaient tous deux professeurs de dessin, son père enseignant dans un lycée et sa mère en tant que professeure d’arts plastiques à l’École normale. Ils n’avaient pas de mépris pour la bande dessinée, car ils savaient que leur fils adorait ça.
Leur première réaction quant à la maladie, c’est de s’orienter vers la médecine. La thérapie est très mal vécue par les parents ainsi que toute la famille, car elle est prétexte à l’expérimentation de la part du corps médical, sans aucune prise en compte de la volonté de Jean-Christophe, mineur. Le frère de David B. était une personne plus intéressante pour le chirurgien pour l'éventuelle renommée qu’il lui apporterait plutôt que pour sa capacité à être soigné. C’est cette attitude qui a conduit les parents à s’orienter vers des soins non conventionnels. La nécessité de la loi du 4 mars 2002 sur les droits des malades est largement démontrée dans plusieurs planches : « Mes parents sont bouleversés par les risques qu’entraîne l’opération. La morgue des médecins les glace. Jean-Christophe est le “cas”. Il va permettre au professeur T. de réaliser une brillante opération. Qu’importe le résultat pourvu que le praticien tranche avec élégance et précision sous les yeux émerveillés de ses assistants ».
Ils décident alors de s’orienter vers la macrobiotique, méthode qui porte ses fruits dans un premier temps. Les crises disparaissent et les parents se lancent dans une recherche de la guérison, recherche extrêmement longue. Cependant, ils tombent sur des gourous, des charlatans… Tout autant de personnes qui entraînent Jean-Christophe et sa famille dans l’exercice illégale de la médecine ou l’abus de faiblesse. C’est dans le second volet de la chronique familiale que l’auteur évoque plus particulièrement le contexte des années 1970, avec sa macrobiotique et ses utopies communautaires, même si tout cela est largement décrit dans l’ensemble du cycle des albums.
Sa sœur, Florence, ne vit pas la maladie de Jean-Christophe de la même manière. Peu présente dans L’Ascension du Haut Mal, elle assure néanmoins la préface et la postface.

### L’Ascension du Haut Mal: une forme de thérapie?
Alors que l’on voit dans L’Ascension du Haut Mal toute la famille s’enfoncer dans la maladie de Jean-Christophe, cette série d’album revêt pour David B. une forme de thérapie. Cette œuvre, pour laquelle il a fallu 20 ans à David B. avant d’être capable de s’y lancer, lui permet de se lâcher d’un poids. Raconter ce qu’il ressentait à l’époque des faits dans une bande dessinée est vécue pour lui comme une catharsis, une manière de mettre les choses à plat et de se demander où il en est par rapport à la maladie.

## Style et narration

### Influences
L’auteur arrive à la littérature dans sa jeunesse, par l’apport de la revue Planète de Jacques Bergier, et la collection de littérature fantastique chez Marabout, où l'on retrouve les classiques du fantastique français et étranger, d'Edgar Allan Poe à Claude Seignolle.
Ses débuts dans le dessin se font avec des imitations de bandes dessinées, comme Corto Maltese, Alack Sinner ou Crepax: jeune, il transpose ces univers dans le sien, créant ses propres histoires.
Son attrait pour les estampes japonaises et les miniatures médiévales (dans lesquelles les personnages sont aussi grands qu’important, où il n’y a pas d’échelle de plans) marquent ses œuvres. Le symbolisme prend alors le pas sur le réalisme.
Certains auteurs occupent une place majeure dans l’œuvre, le style graphique rappelant celui de Tardi, Pratt et Munoz: les auteurs favoris de David B..

### Couvertures
Toutes les couvertures fonctionnent sur un même schéma : On trouve deux garçons au premier plan, puis des personnages plus ou moins monstrueux en arrière-plan.
Concernant les techniques, il s'agit de couvertures de style figuratif où apparaissent trois couleurs : le jaune, le noir et le blanc. Les couvertures montrent la croissance des enfants, pour atteindre à la fin l'âge adulte.
Ces couvertures ont une signification. Elles sont créées avec la volonté de former un tout. On retrouve la même mise en scène dans chacune d’elles, seuls quelques éléments sont modifiés entre les versions. Ainsi la taille et la physionomie des deux personnages, à savoir l'auteur et son grand-frère sert à indiquer la chronologie du temps. On peut déduire que ces couvertures fonctionnent comme des cases au sein de planche de bande dessinée, en situant le temps qui se passe entre chaque.
Concernant l'arrière-plan, il est de plus en plus empreint par la couleur noir, qui symbolise le mal, soit ici l'épilepsie.
Aussi, l’auteur a représenté des personnages issus de l'imaginaire de l'enfant, des monstres.
Une évolution est également visible dans les visages des deux personnages de plus en plus graves, avec un changement flagrant pour le frère de l’auteur entre le 5e et le 6e tome, couvert de cicatrices et miné par le traitement.

### Dessin et narration
L’Ascension du Haut Mal présente un style graphique minimaliste, noir et blanc. Si des bulles sont présentes ponctuellement, la narration est surtout assurée par des cartouches descriptifs et narratifs.
L’auteur joue dans ses dessins avec les codes de l’art médiéval et de la perspective, où les personnages ont une taille définie en fonction de leur importance. S’y mêlent des personnages gigantesques et d’autres beaucoup plus petits. Avec des dessins en noir et blanc, l’auteur traduit la recherche de l’ésotérique que mènent ses parents par un style très porté sur la symbolique (autour de la gestuelle et des couleurs).
Ses dessins sont sobres, sans mise en scène spectaculaire, et les expressions des visages restent rudimentaires. Le semi-réalisme prime.
L’utilisation de la métaphore est très poussée: un personnage, un lieu, un phénomène peuvent se retrouver remplacés par une vision métaphorique.

## Babel: un épilogue à l’ouvrage
Dans Babel, l’auteur poursuit l’exploration de ses souvenirs d’enfance et mélange autobiographie, réflexions et mythologie. Cette œuvre marque la continuité avec l’Ascension de Haut Mal, David B. jugeant ne pas avoir fini avec son histoire, sans pour autant détailler ici la maladie de Jean-Christophe.

## Portée de l’œuvre

### Une œuvre qui popularise le genre
C’est au Japon qu’apparaît la première bande dessinée autobiographique, dans les années 1960, avec l’auteur Yoshiharu Tsuge. En Europe, le mouvement est plus tardif, mais reste limité. L’œuvre de David B. est une des premières à rencontrer un grand succès, le genre se popularisant et devenant fréquent. La publication du premier tome de L’Ascension du Haut mal en 1996 constitue alors un choc en France, tant par son thème que par son traitement.

### Critiques et récompenses
L’Ascension du Haut Mal bénéficie d’une large couverture médiatique. L’œuvre est reconnue : des articles et critiques lui sont adressées dans L’Express, dans Le Monde. Dans le premier, le journaliste Julien Bisson évoque sa perception de ce cycle d’albums : “ [...] d'abord publié en six tomes séparés, avant d'être réuni en un seul volume l'an dernier (2011), L'Ascension du Haut Mal est une œuvre primordiale, qui dépasse de loin le cadre de la seule bande dessinée. Et qui regarde encore de haut tous ses héritiers.”. Dans l’article de Frédéric Potet paru en septembre 2011 dans Le Monde, le journaliste énonce aussi bien le talent de l’auteur que son style graphique : “Le talent de dessinateur de David B. emporte tout sur son passage. Festival de turbans et de keffiehs, chorégraphie de felouques et de pur-sang, ses planches sont autant de compositions graphiques rendues lumineuses par le choix du noir et blanc. Le cofondateur de L'Association (qu'il préside désormais) se moque des perspectives et des échelles, déforme les corps et les objets, amalgame expressionnisme et figuration, et cherche à donner du sens à chaque vignette.”. Les deux journalistes sont ici particulièrement élogieux à l'égard de David B. et de son œuvre.
L'Ascension du Haut Mal reçoit de nombreuses récompenses :
- 2000 : Alph'Art du scénario au festival d'Angoulême
- 2003 : Prix de la ville de Genève pour la bande dessinée pour le tome 6
- 2008 :  Prix Max et Moritz de la meilleure publication de bande dessinée importée
- 2012 : 8e place du classement des 50 BD essentielles établi par le magazine Lire[21].
- 2016 :  Prix Eisner de la meilleure bande dessinée étrangère

## Adaptations

### Cinématographique
Un projet d’adaptation au cinéma est en cours pour L’Ascension du Haut Mal, sous forme de long métrage. Il est en production par le studio d’animation Lillois Tchak Films et Atopic, sous la direction de Christophe Gérard. Deux teasers ont déjà été présentés, au Cartoon Movie de Lyon de 2014. Alors que la sortie était prévue pour 2017, aucune date n’est encore prévue en 2018.

### Au Japon
L’œuvre est reprise en 2007 et publiée chez Akashi Shoten sous le titre de Daihossa (littéralement “la grande crise” en japonais). Elle est traduite et publiée en un seul volume par Kaoru Sekizumi sous la direction artistique de Frédéric Boilet.